# Bettencourt-Rivière

Bettencourt-Rivière este o comună în departamentul Somme, Franța. În 1 ianuarie 2022 avea o populație de 215 de locuitori.